# Gert Kruys
Gert Kruys (Utrecht, 8 mei 1961) is een Nederlands voetbaltrainer en een voormalig professioneel voetballer die als middenvelder speelde.

## Spelersloopbaan
Kruys speelde vrijwel zijn gehele carrière voor FC Utrecht. Alleen in het seizoen 1986/1987 kwam hij tijdelijk uit voor RKC. Hij ontbrak in de door FC Utrecht gewonnen bekerfinale op 6 juni 1985, nadat hij op 15 december 1984 een gecompliceerde beenbreuk opliep tijdens een training op kunstgras.

## Trainersloopbaan
Na zijn voetbalcarrière ging Kruys aan de slag als trainer in het amateurvoetbal, eerst bij Holland en later bij AGOVV. In 1998 werd hij trainer in de Eredivisie bij Cambuur Leeuwarden. In 2002 vertrok Kruys naar FC Den Bosch, waarmee hij in 2004 kampioen van de Eerste divisie werd.
Na dit kampioenschap werd Kruys trainer bij De Graafschap, waar hij zijn oud-ploeggenoot Frans Adelaar opvolgde. Na de degradatie en tegenvallende resultaten in het begin van het seizoen 2005/06, nam hij daar op 10 oktober 2005 ontslag. Met ingang van het seizoen 2006/07 werkte Kruys voor FC Dordrecht, waar hij direct in het eerste seizoen de play-offs wist te halen. Hij had in Dordrecht nog een contract tot juli 2010. In de zomer van 2010 stapte hij over naar FC Volendam. Nadat Kruys begin 2012 bekend had gemaakt de oranjehemden aan het einde van het seizoen te zullen verlaten, behaalde Volendam slechts één overwinning. Dit was voor het bestuur van FC Volendam reden om hem per 6 maart 2012 op non-actief te stellen.
In de winterstop van het seizoen 2012/13 volgde Kruys Harry van den Ham op bij FC Dordrecht. Door slechte resultaten werd hij op 20 februari 2013 ontslagen. Hierna werd hij trainer bij de amateurselectie van IJsselmeervogels. Hij haalde in 2013 met de Topklasser de achtste finale in de strijd om de KNVB beker en werd door Ajax uitgeschakeld. Op 31 december 2013 vertrok Kruys naar Sparta Rotterdam. Hij volgde  Adri Bogers op, waarbij de doelstelling promotie naar de Eredivisie was. Sparta stond op dat moment tweede in de Eerste divisie, maar zakte uiteindelijk naar de zestiende plaats. Dankzij het behalen van een periodetitel mocht Sparta aan het einde van het seizoen meedoen aan de nacompetitie voor een plaats in de Eredivisie. De ploeg schakelde daarin FC Eindhoven en N.E.C. uit, maar in het beslissende tweeluik voor promotie, verdiende FC Dordrecht een plaats op het hoogste niveau.  In het seizoen 2014/15 kwam hij met Sparta in november 2014 niet hoger dan de zevende positie en fans eisten zijn vertrek. Op 29 november 2014 werd hij in 'goed onderling overleg' ontslagen door technisch directeur Leo Beenhakker. Na een klein jaar zonder een club werd Kruys in oktober 2015 technisch adviseur bij Magreb'90. Na dat seizoen werd hij in 2016 de nieuwe trainer van DOVO, dat destijds uitkwam in de Hoofdklasse. Na een seizoen lukte het direct om te promoveren naar de Derde divisie. In de twee seizoenen daarna eindigde hij in de middenmoot van de Derde divisie. In het seizoen 2019/20 begon DOVO niet goed aan de competitie en bungelde het rond de degradatieplekken. Hierop werd Kruys op 18 november 2019 ontslagen bij DOVO. In december 2019 werd bekendgemaakt dat hij vanaf het seizoen 2020/21 trainer zou worden van het Utrechtse DHSC. In januari 2020 werd bekendgemaakt dat Gert Kruys voor vijf maanden terugkeerde bij IJsselmeervogels om de ontslagen Ted Verdonkschot op te volgen.
Op 28 december 2021 werd bekendgemaakt dat Gert Kruys als nieuwe hoofdtrainer aangesteld is bij MSV '19 met ingang van het seizoen 2022/23. Op 8 april 2022 werd Kruys aangesteld als trainer van De Treffers in de Tweede divisie als opvolger van François Gesthuizen voor de rest van het seizoen 2021/22. Kruys wist De Treffers van degradatie te behoeden en ging medio 2022 aan de slag bij MSV '19.

## Professionele trainersloopbaan
| Seizoen   | Club               | Land      | Competitie     | Wed. | winst | gelijk | verlies |
| --------- | ------------------ | --------- | -------------- | ---- | ----- | ------ | ------- |
| 1998/2000 | Cambuur Leeuwarden | Nederland | Eredivisie     | 74   | 14    | 20     | 40      |
| 2000/2002 | Cambuur Leeuwarden | Nederland | Eerste divisie | 74   | 33    | 15     | 26      |
| 2002/2004 | FC Den Bosch       | Nederland | Eerste divisie | 76   | 41    | 17     | 18      |
| 2004/2005 | De Graafschap      | Nederland | Eredivisie     | 34   | 4     | 7      | 23      |
| 2005/2006 | De Graafschap      | Nederland | Eerste divisie | 10   | 4     | 3      | 3       |
| 2006/2010 | FC Dordrecht       | Nederland | Eerste divisie | 159  | 64    | 34     | 61      |
| 2010/2012 | FC Volendam        | Nederland | Eerste divisie | 72   | 31    | 15     | 26      |
| 2013/2013 | FC Dordrecht       | Nederland | Eerste divisie | 4    | 0     | 1      | 3       |
| 2013/2014 | Sparta             | Nederland | Eerste divisie | 0    | 0     | 0      | 0       |
| Totaal    | Totaal             | Totaal    | Totaal         | 506  | 192   | 113    | 201     |

## Erelijst

#### Speler
| Competitie              | Aantal     | Jaren      |            |            |
| FC Utrecht              | FC Utrecht | FC Utrecht | FC Utrecht | FC Utrecht |
| ----------------------- | ---------- | ---------- | ---------- | ---------- |
| KNVB beker              | 1x         | 1984/85    |            |            |
| USV Holland             |            |            |            |            |
| Kampioen zondagamateurs | 1x         | 1992/93    |            |            |
| Zondag Hoofdklasse A    | 1x         | 1992/93    |            |            |
| Districtsbeker West I   | 1x         | 1993/94    |            |            |

#### Trainer
| Competitie              | Aantal      | Jaren       |             |             |
| USV Holland             | USV Holland | USV Holland | USV Holland | USV Holland |
| ----------------------- | ----------- | ----------- | ----------- | ----------- |
| Kampioen zondagamateurs | 1x          | 1994/95     |             |             |
| Zondag Hoofdklasse A    | 1x          | 1994/95     |             |             |
| AGOVV                   |             |             |             |             |
| Zondag Eerste klasse E  | 1x          | 1996/97     |             |             |
| FC Den Bosch            |             |             |             |             |
| Eerste divisie          | 1x          | 2003/04     |             |             |

## Trivia
- Gert Kruys is vader van oud-voetballer en voetbaltrainer Rick Kruys.
- Oud-voetballer Gianluca Nijholt is zijn schoonzoon.